# Psychomyiella hamus
Psychomyiella hamus är en nattsländeart som beskrevs av Hwang 1957. Psychomyiella hamus ingår i släktet Psychomyiella och familjen tunnelnattsländor. Inga underarter finns listade i Catalogue of Life.